# Manuel Talamás Camandari
Manuel Talamás Camandari (* 16. Juni 1917 in Chihuahua; † 13. Februar 2005) war ein mexikanischer römisch-katholischer Bischof von Ciudad Juárez.

## Leben
Manuel Talamás Camandari wurde am 16. Mai 1943 zum Priester geweiht.
Am 21. Mai 1957 ernannte ihn Papst Pius XII. zum Bischof von Ciudad Juárez. Der Apostolische Delegat in Mexiko, Luigi Raimondi, spendete ihm am 8. September desselben Jahres die Bischofsweihe; Mitkonsekratoren waren Antonio Guízar y Valencia, Bischof von Chihuahua, und Luis Guízar y Barragán, Bischof von Saltillo.
Am 11. Juli 1992 nahm Papst Johannes Paul II. seinen altersbedingten Rücktritt an.

## Werke
- Mi vida en mosaico. Ciudad Juárez (Mexico) (Ediciones Procorsa) 1994. 332 S.